# Kepler-1658 b
Kepler-1658 b – egzoplaneta typu gorący Jowisz krążąca wokół gwiazdy Kepler-1658. Planeta oddalona jest od Ziemi o około 2570 lat świetlnych.

## Odkrycie
Planeta została po raz pierwszy zaobserwowana metodą tranzytu z wykorzystaniem Kosmicznego Teleskopu Keplera w 2009 roku, jednak zebrane dane były niewystarczające, by oficjalnie potwierdzić istnienie planety i oznaczono ją jako KOI-4.01, czyli “Kepler object of interest”. KOI-4.01 (Kepler-1658 b) był pierwszym kandydatem na planetę zaobserwowanym podczas trwania misji Kosmicznego Teleskopu Keplera. Zebrane dane wymagały głębszej analizy do zatwierdzenia KOI-4.01 jako egzoplanetę. W 2017 roku w ramach projektu badawczego Ashley Chontos z Instytutu Astronomicznego Uniwersytetu na Hawajach wróciła do danych Keplera, wykorzystując nowe analizy gwiazdowych fal dźwiękowych. Zaowocowało to w 2019 roku oficjalnym potwierdzeniem przez międzynarodowy zespół astronomów pod jej przewodnictwem wraz z zespołem Dave'a Lathama z obserwatorium Smithsonian Astrophysical Observatory, który zebrał niezbędne dane spektroskopowe, istnienie planety typu gorący Jowisz, krążącej wokół Kepler-1658, którą nazwano Kepler-1658 b. Planeta jest jedną z najbliższych nam znanych planet krążących wokół rozwiniętej i wciąż ewoluującej gwiazdy. Odkrycie i potwierdzenie Kepler-1658 b pomoże lepiej zrozumieć oddziaływania fizyczne, które powodują, że planety spiralnie spadają ze swoich orbit na gwiazdy macierzyste podczas ich ewolucji w olbrzymy.

## Charakterystyka
Kepler-1658 b jest planetą typu gorący Jowisz. Krąży po lekko ekscentrycznej orbicie o mimośrodzie 0,06 w bliskiej odległości od swojej gwiazdy, która wynosi około 0,054 au. Kepler-1658 b okrąża swoją gwiazdę w ciągu 3,85 ziemskiego dnia. Masa planety przewyższa ponad pięciokrotnie masę Jowisza i wynosi około 5,88 MJ, natomiast promień Kepler-1658 b to około 1,07 RJ.